# 슬로베니아의 행정 구역
다음은 슬로베니아의 행정 구역에 관한 서술이다.